# Nephele schimperi
Nephele schimperi är en fjärilsart som beskrevs av Lucas 1857. Nephele schimperi ingår i släktet Nephele och familjen svärmare. Inga underarter finns listade i Catalogue of Life.